# Voices (альбом Джуди Коллинз)
| Оценки критиков               | Оценки критиков |
| Источник                      | Оценка          |
| ----------------------------- | --------------- |
| AllMusic                      | [ 1 ] [ 2 ]     |
| Encyclopedia of Popular Music | [ 3 ]           |

Voices — двадцать четвёртый студийный альбом американской певицы Джуди Коллинз, выпущенный в 1995 году на лейбле Wildflowers Music.

## Об альбоме
На диске представлены классические авторские песни Коллинз в новых аранжировках. Самое первое издание альбома состояло из компакт-диска, сборника нот и восьмидесятистраничной книги, которая представляет собой мемуары, её главы посвящены песням, в них певица не только объясняет вдохновение для песен, но экстраполирует на воспоминания о своей жизни. На альбоме присутствует новая песня «Voices», призванная обратить внимание на детей находящихся в эпицентре войн по всему миру.

## Список композиций
| №                   | Название                          | Длительность |
| ------------------- | --------------------------------- | ------------ |
| 1.                  | «Since You’ve Asked»              | 2:46         |
| 2.                  | «My Father»                       | 4:54         |
| 3.                  | «Albatross»                       | 5:00         |
| 4.                  | «Weaver Song (Holly Ann)»         | 4:23         |
| 5.                  | «Secret Gardens»                  | 6:42         |
| 6.                  | «Houses»                          | 4:15         |
| 7.                  | «Open the Door (Song for Judith)» | 3:50         |
| 8.                  | «Born to the Breed»               | 4:14         |
| 9.                  | «Trust Your Heart»                | 2:55         |
| 10.                 | «The Life You Dream»              | 5:18         |
| 11.                 | «The Blizzard»                    | 6:34         |
| 12.                 | «Sailor's Life»                   | 4:00         |
| 13.                 | «Voices»                          | 4:06         |
| Общая длительность: | Общая длительность:               | 58:46        |